# Tintura in capo

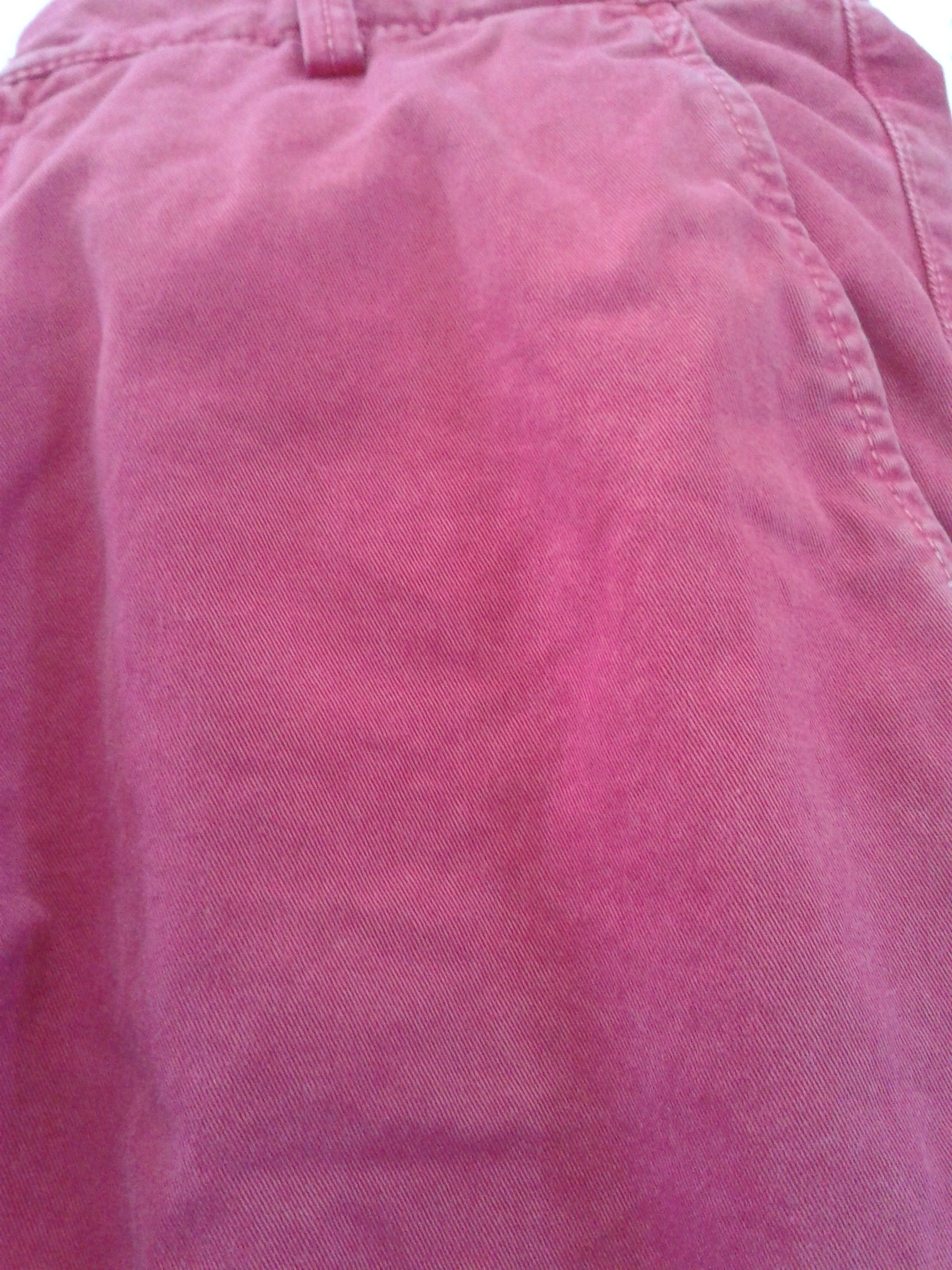
Pantalone tinto in capo

La tintura in capo è una tecnica di tintura che consiste nel tingere un capo di abbigliamento già confezionato.
La differenza visiva tra un capo confezionato con tessuto già tinto e un capo tinto dopo la confezione consiste nell'aspetto, che risulta più pulito ed uniforme nel caso del capo confezionato con tessuto tinto, più lavato e usato invece nel caso del tinto in capo. Molte case di moda oggi, per motivi di tempo, richiedono alle tintorie un prodotto tinto in capo che abbia le stesse caratteristiche del capo confezionato con tessuto tinto, quindi esente da abrasioni e uniforme in ogni sua parte.
Dall'avvento di questa tecnica, che permette di tingere tutti i tipi di materiali (dalla lana al cotone e ai sintetici), sono state sviluppate moltissime tecniche di lavorazione: alle tintorie può quindi essere richiesto un prodotto molto invecchiato, come se fosse stato lavato molte volte (tintura old), un prodotto con aspetto sfumato, anche con più colori; successivamente alla tintura è inoltre possibile effettuare ulteriori trattamenti di finissaggio come stone wash o lavaggi a base di formulati enzimatici.
I macchinari che vengono utilizzati per questa tecnica di tintura sono diversi da quelli per la tintura dei tessuti, mentre coloranti e prodotti ausiliari sono i medesimi, pur variando le loro condizioni applicative (tempo, quantità, percentuali). La tintura dei capi già confezionati viene effettuata in particolari lavatrici, dove è possibile regolare il numero di RPM (giri al minuto del cesto) in base al tipo di articolo da trattare e in base all'effetto che si vuole ottenere.